# José Viera y Clavijo
José de Viera y Clavijo (Los Realejos, Tenerife, 28 de desembre de 1731 - Las Palmas de Gran Canària, 21 de febrer de 1813) fou un escriptor, botànic i historiador espanyol, un dels màxims representants de la il·lustració canària.

## Biografia
Encara que va néixer a Realejo Alto, i va ser batejat a la Parròquia Matriu del Apostol Santiago la seva família es va traslladar al Port de La Orotava (actual Puerto de la Cruz). Va estudiar amb els dominicos en el Convent de Santo Domingo de Guzmán de La Orotava, destacant en la filosofia escolàstica que després rebutjaria. La seva afició a la literatura va ser primerenca i ja componia versos de nen. La lectura dels discursos de Benito Jerónimo Feijoo li va fer un gran efecte i li va inclinar al racionalisme de la Il·lustració. Amb tan sols 14 anys escriu la seva primera obra important. En 1750 rep els ordes menors en La Laguna i poc més tard les majors a Las Palmas de Gran Canària. Va xocar amb el Sant Ofici com a pensador rebel a la tradició i als arguments d'autoritat. En 1756 es trasllada amb la seva família a la ciutat de La Llacuna per a exercir com a rector (1757-1770) en l'església dels Remeis. És acollit molt bé en l'alta societat tinerfeña, especialment per Tomás de Nava Grimón, marquès de Villanueva del Prado, en la casa del qual va muntar una tertúlia amb Cristóbal del Hoyo Solórzano, Fernando i Lope de la Guerra i Juan Antonio de Urtusáustegui. D'aquestes tertúlies van sortir els 50 números d'una espècie de gaseta confidencial titulada Papel hebdomadario, que no ha subsistit i que alguns el consideren el primer periòdic de Canàries.
L'accés a l'excepcional biblioteca del marquès li va permetre llegir als grans clàssics francesos i als filòsofs i moralistes com el marquès d'Argens, Fontenelle, Voltaire, Montesquieu i Jean-Jacques Rousseau. En 1763 comença a escriure la seva Historia de Canarias. Es va traslladar a Madrid en 1770 per a publicar la primera part de La Història de Canàries. Allí gràcies a un amic aconsegueix el lloc de preceptor del jove marquès de l'Aspecto, fill únic de José Joaquín de Silva Bazán Meneses y Sarmiento, marquès de Santa Cruz de Mudela. A casa d'aquest culte i il·lustrat aristòcrata, director de la Reial Acadèmia Espanyola, va rebre un tracte afectuós, de manera que va realitzar alguns viatges acompanyant als marquesos, per exemple a les seves possessions manchegas, experiència que va relatar en el seu diari Viaje a la Mancha en 1774, que revela uns fins dots d'observació, un gran sentit de l'humor i, també, una gran hostilitat cap als ordes regulars, no en va acabaven de ser expulsats els jesuïtes. En 1772 havia ja publicat el primer tom de la Historia de Canàarias, obra molt documentada i que va considerar la millor entre les seves, i el segon un any més tard; es creu que el marquès hauria sufragat les despeses d'impressió.
En 1777 va passar a soci supernumerari de l'Acadèmia d'Història, a proposta del seu director Pedro Rodríguez de Campomanes. Va ser col·lega de Melchor Gaspar de Jovellanos com censor i com acadèmic, padrí de Juan Meléndez Valdés i amic entranyable de l'il·lustre botànic Cavanilles, amb qui va sostenir una correspondència que s'ha conservat i editat.
En 1779 mor el jove i delicat marquès sense descendència i en 1780 acompanya al marquès de Santa Creu en un viatge que van visitar París, Torí, Roma, Nàpols, Venècia i Viena, on l'ancià marquès es va casar altra vegada, i visiten després Alemanya i els Països Baixos; Veiés escriurà un diari d'aquest últim viatge. En Roma va obtenir documents importants per al seu Història i, a més, una dispensa eclesiàstica per a llegir llibres prohibits. Va aprofitar l'estada a París de gairebé un any per a seguir conferències i cursets científics, especialment de química i física; va assistir a la recepció de Voltaire en l'Acadèmia i va conèixer Condorcet i a d'Alembert. Després d'aquesta estada parisenca es va renovar el seu interès per les ciències a les quals va oferir una intensa dedicació. En 1782 és nomenat ardiaca de Fuerteventura en la Catedral de Canàries, a Las Palmas de Gran Canària, i en 1784 abandona Madrid i s'embarca a Cadis amb destinació a Gran Canària, d'on ja no es mourà fins a la seva mort.
En 1790 Antonio Porlier, membre del Consell d'Índies, li va oferir diverses ocupacions a Madrid que no va acceptar. Viu bastant actiu dedicat a les ocupacions del seu càrrec, de la Reial Societat Econòmica, del col·legi de Sant Marcial i dels seus treballs literaris i traduccions. En 1797 coneix els relats de la derrota de Nelson pel general Gutiérrez en el seu intent de prendre Santa Cruz de Tenerife. En 1799 escriu el Diccionario de historia natural de las islas Canarias i un any més tard El nuevo Can Mayor o constelación canaria, col·lecció de 13 vuitenes reals en les quals elogia als canaris il·lustres. La publicació de la seva Historia de Canarias li va implicar nombrosos disgustos. Va morir a Las Palmas de Gran Canària el 21 de febrer de 1813. Les seves restes van ser traslladats a la Catedral de Canàries en 1860.

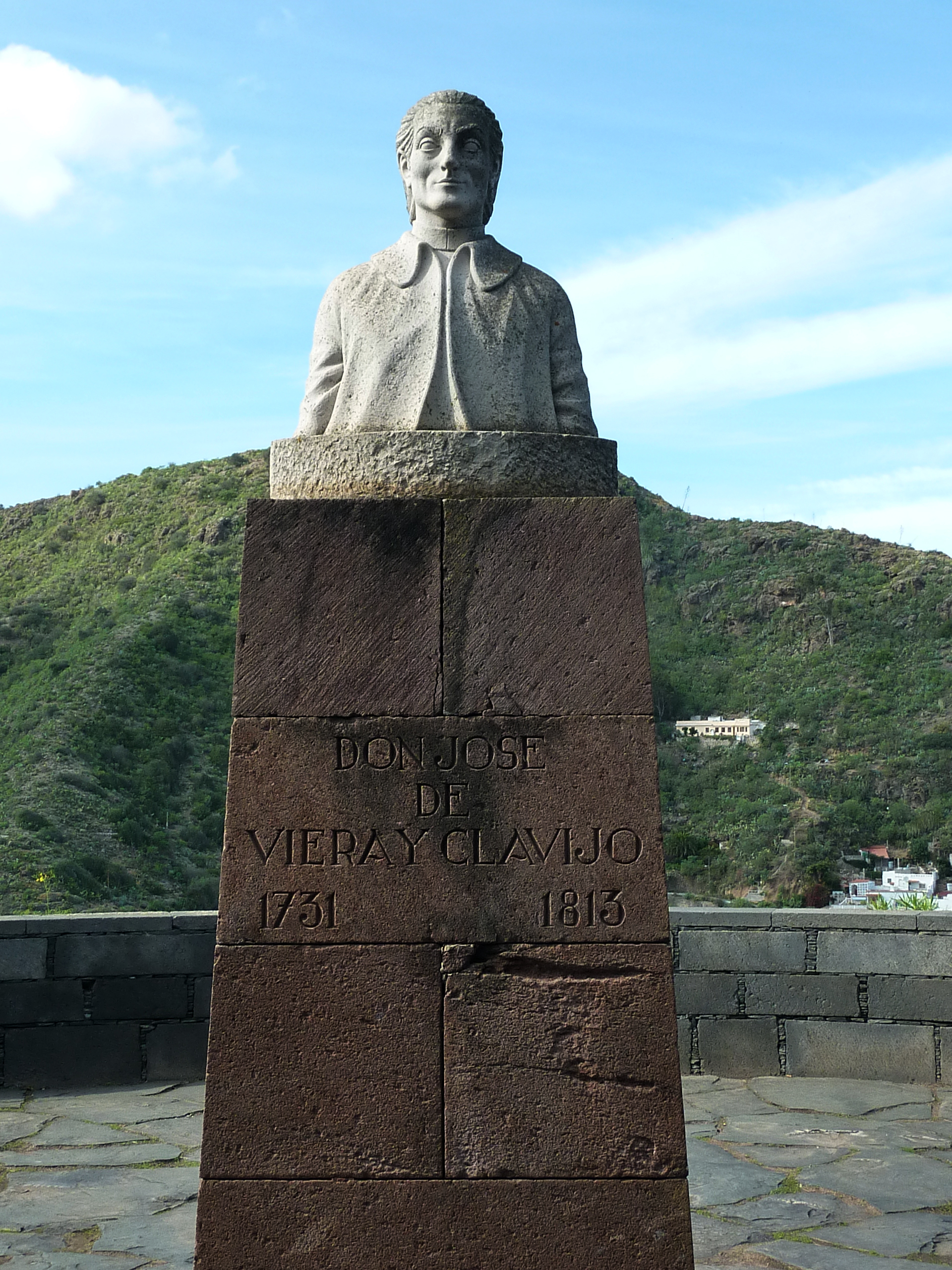
José de Viera y Clavijo

## Obra
Va compondre, a part d'alguns poemes satírics que li van causar certes dificultats, poemes didàctics típicament il·lustrats sobre ciències experimentals, molts d'ells impulsat pel seu ofici de preceptor dels fills del Marquès de Santa Cruz: Al globo aerostático, Lss cuatro partes del día, Las bodas de las plantas, sobre botànica, i el més ambiciós de tots, Los aires fijos, en sis cants, els dos últims afegits algun temps després, sobre meteorologia. La prosa de Noticias del cielo o Astronomía para los niños és d'evident intenció didàctica; més complex és Los Vasconautas, un poema bastant original per reviscolar l'antiga èpica culta composta en vuitenes, i encara que es va escriure en 1766, només va arribar a editar-se més de dos-cents anys després, en 1983. Consta de quatre cants de to bastant irònic i té nombroses al·lusions intertextuals a la Divina Comèdia de Dante Alighieri, car el protagonista baixa als inferns de la mà del cabdill aborigen Doramas; el seu interès és definit per l'especial fusió d'elements històrics i mític-fantàstics sense separar-se de la Il·lustració.
Aquest mateix any va escriure un Diccionario de Historia Natural. La seva obra mestra com historiador la constitueixen les seves Noticias de la Historia General de las Islas Canarias (1772-1773). Quant al seu intent de conrear el teatre amb una tragèdia neoclàssica, La vida de Santa Genoveva, no li hagué de satisfer, ja que no va seguir per aquest camí, i el mateix cap dir de l'únic intent narratiu que se li coneix, La vida del noticioso Jorge Sargo, una novel·la picaresca influïda per l'obra de Mateo Alemán que va compondre sent molt jove. Com a traductor va abocar obres de Jean Racine i de La Harpe, entre d'altres. El Govern de Canàries va celebrar, a Los Realejos, el 21 de febrer de 2006, dia de la seva mort, i coincidint amb el 275 aniversari del seu naixement, el primer Dia de les Lletres Canàries, amb la intenció d'institucionalitzar-lo i celebrar-se tots els anys, i com a homenatge a un dels principals autors de la literatura canària.